# Willem van der Helm
Willem Leendertsz. van der Helm (gedoopt Leiden, 1628 — aldaar, 4/10 augustus 1675) was een Nederlandse bouwmeester.

## Leven en werk
Van der Helm was de jongste van vier kinderen van Leendert Pietersz van der Helm en Baartje Gerritsdr. In 1653 legde hij de proeve af voor het Meestertimmermanschap en werd als zodanig in het Gilderegister opgenomen. Hij was van 1662 tot 1675 stadsbouwmeester en hoofd van de stadstimmerwerf van Leiden. Zijn leermeester was Arent van 's-Gravesande. Gedurende zijn carrière was Van der Helm betrokken bij de bouw van veel openbare en particuliere gebouwen en constructies in Leiden.
Tussen 1664 en 1671 ontwierp Van der Helm vijf Leidse stadspoorten, waarvan de Morspoort en de Zijlpoort tot in de huidige tijd bewaard zijn gebleven. Ook ontwierp hij de Vierschaar van het Gravensteen en het torentje op het Academiegebouw. Eveneens van zijn hand is het westelijk ingangsportaal van de Hooglandse Kerk en de accijnshuisjes op het plein van de Hooglandse Kerk.
Van der Helm huwde in 1653 met Belijtje Cornelisse van der Schelt, waaruit vier kinderen zijn geboren, die op jonge leeftijd zijn overleden. In 1669 hertrouwde hij als weduwnaar met de Rotterdamse Maria Jansdr van Vliet. Het Rijksmuseum te Amsterdam heeft een schilderij in zijn bezit, waarop Van der Helm staat afgebeeld met zijn eerste vrouw en hun zoontje Leendert.
Willem van der Helm ligt begraven in de noordelijke kooromgang van de Pieterskerk. Te Leiden is een straat naar hem vernoemd.